# L.A. Heat
L.A. Heat es una serie de televisión estadounidense de acción y ficción protagonizada por Wolf Larson y Steven Williams como detectives de la policía de Los Ángeles . La serie se emitió en TNT,  durante dos temporadas a partir del 15 de marzo de 1999.
El programa está disponible en Amazon Prime Video desde 2017 en los Estados Unidos.

## Trama
Sigue las aventuras llenas de acción de dos detectives de robos y homicidios de Los Ángeles , Chase McDonald y August Brooks. Los detectives son tan diferentes como la noche y el día, pero trabajan muy bien juntos para mantener seguras las calles de Los Ángeles. Chase también gana dinero extra vendiendo esculturas de metal que él mismo hace, mientras que August pasa su tiempo libre dirigiendo un centro juvenil para adolescentes desfavorecidos.

## Producción
Producida por PM Entertainment , L.A. Heat comenzó a filmarse en 1996, en áreas que incluían Los Ángeles, Beverly Hills, San Diego, Long Beach y Hollywood. Pero debido al hecho de que el programa no contó con el respaldo de una cadena importante, no fue elegido para su distribución nacional en los Estados Unidos. En cambio, se vendió en el extranjero donde, en su segunda temporada, logró lo imposible: tomó el # 1 lugar lejos de Baywatch en Alemania . El programa también fue popular en el Líbano después de ser transmitido por LBCI y se transmitió en otros países de habla árabe. En Francia, el programa se transmitió de lunes a viernes a las 6 p. m. en M6 y se repitió varias veces desde entonces debido a su popularidad. Las persecuciones y explosiones de autos de gran presupuesto del programa se obtuvieron en parte de escenas de largometrajes también producidos por PM Entertainment.
Debido a problemas financieros dentro de PM Entertainment, la producción terminó en 1998 después de solo dos temporadas. Un año después, el programa finalmente se estrenó en los Estados Unidos. cuando se vendió a la cadena de cable TNT. Los 48 episodios se emitieron de lunes a viernes a las 16:00 durante casi dos años. Posteriormente, las transmisiones se hicieron cada vez más esporádicas, a veces solo algunas veces por semana y en las primeras horas de la mañana. Cuando expiró el contrato de TNT para ejecutar el programa, desapareció de las ondas y no ha sido transmitido por televisión en los Estados Unidos desde entonces. En 2000, los planes para resucitar el programa para una tercera temporada estaban en marcha, pero finalmente fracasaron cuando no se pudo asegurar el financiamiento.
El programa está (a partir de 2017) disponible en Amazon Prime Video por $ 2 por episodio.

## Medios domésticos
En agosto de 2005, Platinum Disc, LLC lanzó la primera temporada de L.A. Heat en DVD. El conjunto de cinco discos contiene los 26 episodios en el mismo orden en que se emitieron por televisión. Aparte de breves biografías de Wolf Larson y Steven Williams en el empaque, no hay características adicionales.

## Reparto
Los siguientes actores que interpretaron en la serie son:
- Wolf Larson _____ Detective Chester "Chase" McDonald
- Steven Williams _____ Detective August Brooks
- Renee Tenison _____ Kendra Brooks
- Dawn Radenbaugh _____ Jodi Miller
- Kenneth Tigar _____ Capitán Jensen
- Christopher Boyer _____ Cragmeyer (Christopher Boyer)
- Clay Banks _____ Detective Sam Richardson
- Sugar Ray Leonard ______ Detective Benny Lewis
- Jessica Cushman ______ Annie Mason
- Jessica Hopper _____ Dra. Judith Santi
- Debbie James _____ Dra. Samantha Morecroft
- Michael McFall _____ Detective Jack Lawson
- Sandra Ferguson / Jillian McWhirter ______ Detective Nicole Stockman
- Gary Hudson ______ Bobby Cole